# 广州广播电视台综合频道
广州广播电视台综合频道，简称广州综合频道，是广州广播电视台的电视主频道，开播于1988年1月10日，自2018年2月10日起以高清电视信号播出。频道大部分时段使用粤语，主要播放新闻、生活服务类节目和电视剧，也曾播放自制短剧和综艺节目，但2018年高清化后暂停制作，并增加了《广州新闻联播》等普通话节目的播放比例。

## 频道历史
中国大陆改革开放后，珠三角地区不少家庭有了黑白電視機。但是由于当时广东的电视频道不多、信号差，而且全天播出时间很短，故广州的民众开始使用鱼骨架形天线接收语言相通和更富娱乐性的香港电视，并形成惯性收视。加上广东本土的电视台广告收入低下，且广州没有自己的电视台，广州市政府于1985年决定兴建一个综合性电视台——广州电视台。
经过三年筹备，市属的广州电视台于1988年1月10日实现简易播出，覆盖范围除市区和市属4县（番禺、花都、从化、增城）外，可达珠江三角洲地区。试播时期，每天播出5小时节目，并每日播出当天新闻，首创国内电视台开台试播即每天播出即日新闻的先例。
频道初期为广州台，1993年成立广州有线電視后改为广州34频道，2001年取消有线电视时改为广州综合频道。 
2000年3月5日，该台转播总理朱镕基作政府工作报告时，突然出现“前法轮功练习者”的字幕，虽然只持续了一秒多钟，但事件惊动中共高层。调查指，事件是电视台新闻部技术人员按错键，字幕人员忙中出错所致。涉案工作人员事后被开除，台长和新闻部主任被降职。受此事件影响，广州台从2000年4月9日开始，进行节目播出方面的集中整改工作，历时一个多月。
2018年1月10日，在频道开播三十周年当晚的新闻，透露频道的高清版将于同年2月开播。同年1月31号正式发布短片公告，表示频道将于2018年2月10号正式开播高清晰度版本。
2018年2月9号，当天的《广视新闻》最后一次在花果山演播厅播出，由高晞主持。在新闻播完之前，主播高晞说：“呢个亦都系广视新闻最后一次喺花果山台址播出。卅年嚟我哋喺呢度记低咗羊城嘅发展，见证时代嘅变迁。多谢您一直以嚟嘅陪伴。从听日开始，我哋将会喺珠江边近广州塔嘅广州国际媒体港开始高标清同步播出。”节目结束之后屏幕弹出“广州电视　迈向高清”的画面。同日23:00播出的《夜间新闻》亦为最后一次以4:3比例形式播出。在当晚播完《经济新闻》之后弹出台址搬台的短片消息，宣告了花果山演播厅时代的结束。
2018年2月10日，该频道正式进驻广州广播电视台新址——广州国际媒体港，同日该频道的高清版本于广州有线甜果时光中播出。00:20，标清版正式改成16:9格式，其第一个16:9节目是《岭南星空下》。
2019年10月24日，综合频道晚间粤语时政新闻节目《夜间新闻》和晚间普通话《经济新闻》停播并改为使用普通话播出的《广州新闻联播》，称要对标中央台《新闻联播》节目。
2022年4月29日，因业务发展需要，本频道《午间新闻》节目正式停播，原播出《午间新闻》节目的时段改为播出由广州台和香港电台联合制作的《湾区全媒睇》。
2024年10月15日，原本在广州新闻频道播出的《G4出动》改在综合频道午间时段播出。

## 节目列表

### 新闻資讯
- 播出中
  - 《廣視新聞》
  - 《G4出动》
  - 《广州新闻联播》（普通话）
  - 《中国城市报道》（普通话）
- 已停播
  - 《廣州早晨》
  - 《新闻快讯》
  - 《今日报道》
  - 《最街拍档》
  - 《经济新闻》（普通话）
  - 《夜間新聞》
  - 《午間新聞》

### 文化资讯
- 《百味广州》（美食节目，原为粤语，现为普通话）
- 《揾食珠三角》（美食节目，原为粤语，现为普通话）
- 《开卷》（阅读节目，普通话）
- 《嶺南星空下》（文化节目，已停播）
- 《南國紅豆》（粤剧节目，已停播）

### 生活服务
- 《府前直通车》（政务节目）
- 《羊城論壇》（与广州市人大常委会联合制作，时事论坛节目）
- 《情满夕阳》（老年人资讯节目）
- 《科学大求真》（科普节目，与广州市科协联合制作，普通话）
- 《急中生智》（与广州市应急管理局联合制作，普通话）
- 《云上少年宫》（与广州市少年宫联合制作，普通话）
- 《静海慈航》（聋人手语节目，普通话，配有手语窗口）
- 《健康羊城》（与广州市卫健委联合制作，普通话）
- 《有事好商量》（与广州市政协联合制作，普通话）
- 《广视指数》（已停播）
- 《健康栋笃sell》（已停播）
- 《健康100FUN》（不再于综合频道播出）
- 《烦事有得倾》（已停播）
- 《真情追踪》（已停播）

### 綜藝娛樂
目前，广州台的自制综艺娱乐节目均已停播。
- 《美在花城广告新星大赛》
- 《全城熱戀》
- 《TV互動邦》
- 《奋勇争先娱乐圈》
- 《心水保姆》
- 《师奶永远OK》
- 《爆笑家族》
- 《广州跑男》

### 其他種類
- 《红棉璀璨》（党建节目）
- 《作风建设在路上》（普通话）
- 《汽車雜誌》（已停播）
- 《新时代 新视界》（广州综合频道高清讯号启播特别节目，粤语、普通话）
- 《湾区全媒睇》（与香港電台联合制作，粤语）

## 黄金时段节目表
| 時間  | 星期一               | 星期二               | 星期三               | 星期四               | 星期五               | 星期六               | 星期日               |
| ----- | -------------------- | -------------------- | -------------------- | -------------------- | -------------------- | -------------------- | -------------------- |
| 16:50 | 广告                 | 广告                 | 广告                 | 广告                 | 广告                 | 揾食珠三角普         | 作风建设在路上普     |
| 17:15 | 府前直通车粤         | 府前直通车粤         | 静海慈航普/手        | 府前直通车粤         | 揾食珠三角普         | 揾食珠三角普         | 作风建设在路上普     |
| 17:25 | 急中生智普           | 科学大求真普         | 情满夕阳粤           | 健康羊城普           | 揾食珠三角普         | 广视精品展播普       | 作风建设在路上普     |
| 17:30 | 急中生智普           | 科学大求真普         | 情满夕阳粤           | 健康羊城普           | 揾食珠三角普         | 广视精品展播普       | 开卷普               |
| 17:45 | 百味广州普           | 百味广州普           | 百味广州普           | 百味广州普           | 百味广州普           | 广视精品展播普       | 开卷普               |
| 18:00 | 广视新闻粤           | 广视新闻粤           | 广视新闻粤           | 广视新闻粤           | 广视新闻粤           | 广视新闻粤           | 广视新闻粤           |
| 19:00 | 转播中央台新闻联播普 | 转播中央台新闻联播普 | 转播中央台新闻联播普 | 转播中央台新闻联播普 | 转播中央台新闻联播普 | 转播中央台新闻联播普 | 转播中央台新闻联播普 |
| 19:30 | 合家欢剧场粤         | 合家欢剧场粤         | 合家欢剧场粤         | 合家欢剧场粤         | 合家欢剧场粤         | 合家欢剧场粤         | 合家欢剧场粤         |
| 21:05 | 雷霆剧场粤           | 雷霆剧场粤           | 雷霆剧场粤           | 雷霆剧场粤           | 雷霆剧场粤           | 雷霆剧场粤           | 雷霆剧场粤           |
| 22:30 | 广州新闻联播普       | 广州新闻联播普       | 广州新闻联播普       | 广州新闻联播普       | 广州新闻联播普       | 广州新闻联播普       | 广州新闻联播普       |
| 23:00 | 中国城市报道普       | 中国城市报道普       | 中国城市报道普       | 中国城市报道普       | 中国城市报道普       | 中国城市报道普       | 有事好商量普         |
| 23:30 | 广视剧场粤           | 广视剧场粤           | 广视剧场粤           | 广视剧场粤           | 广视剧场粤           | 广视剧场粤           | 广视剧场粤           |

备注：

| - ：新聞资讯節目 - ：生活服务节目 - ：文化资讯节目 - ：剧集 | - 粤：粤语节目 - 普：普通话节目 - 手：手语节目/配有手语窗口 |